# Seyyed Fazil Hosseini Milani
Pour les articles homonymes, voir Hosseini et Milani.
Sayyid Fazil Hosseini Milani (en arabe : السيد فاضل الحسيني الميلاني; en persan : سید فاضل حسينى ميلانى), né le 30 mai 1944 et mort le 2 septembre 2024, est un auteur universitaire, leader de la communauté chiite irako-iranienne,.
Depuis son arrivée en Angleterre en 1986, Milani a exercé les fonctions de représentant d'Abul Qasem Khoei. Il a été nommé et représenté par Ali al-Sistani. Milani est considéré comme l'une des principales autorités religieuses islamiques en Grande-Bretagne et en Europe. Il est président de l'Université internationale des études islamiques et directeur du droit islamique et de la jurisprudence à la Faculté islamique. Il est également directeur de l'Institut Seyyed Abolqasem Khoei à Londres.
Seyyed Fazil Hosseini Milani est mort le 2 septembre 2024 à l'âge de 80 ans.